# Fu Mingxia
Fu Mingxia, (Wuhan, 16 de agosto de 1978) é uma ex-saltadora ornamental chinesa que competiu em provas de saltos ornamentais por seu país.
Fu é a detentora de cinco medalhas olímpicas, quatro delas de ouro, conquistadas em três edições diferentes. Na primeira, os Jogos de Barcelona, em 1992, foi a vencedora na plataforma de 10 m. Na edição seguinte, tornou-se bicampeã neste aparelho e campeã também na outra prova individual, o trampolim de 3 m. Quatro anos mais tarde, nas Olimpíadas de Sydney, após retornar depois de encerrar a carreira em 1996, saiu-se vitoriosa pela segunda vez no trampolim de 3 m e medalhista de prata nas prova sincronizada do trampolim. Considerada uma das melhores da década de 1990, foi ainda campeã mundial em 1991 e 1994 na plataforma de 10 m.